# Ольховка (Липецкая область)
Ольхо́вка — село Нижнематренского сельсовета Добринского района Липецкой области на реке Байгоре.

## История
Возникла в 1730-е годы, по документам известна с 1744 года.

## Название
Название — по ольховым кустам в долине речки.
В 1786 — построена деревянная церковь в честь Покрова Пресвятой Богородицы.

## Население
| 2010 |
| ---- |
| 374  |

### Известные жители
- Елисеев, Виктор Владимирович (р. 1958) — педагог, краевед, публицист; Почётный работник общего образования РФ.
- Кунов, Алексей Романович (1933—2009) — военный дирижёр, Заслуженный работник культуры РСФСР.

## Объекты культурного наследия
- Церковь Покрова Пресвятой Богородицы,  памятник архитектуры (региональный)[3]

- Курганная группа (6 насыпей).  исторический памятник (региональный)[4]